# 12874 Poisson
12874 Poisson (1998 QZ) là một tiểu hành tinh vành đai chính được phát hiện ngày 19 tháng 8 năm 1998 bởi P. G. Comba ở Prescott.